# Carnaval de Estarreja
O Carnaval de Estarreja é um dos principais eventos deste género no Distrito de Aveiro, realizado anualmente em Estarreja e contando com vários desfiles e eventos.

## História
No início do século XX, o Povo fazia sair à rua, ainda que de forma tímida, a crítica social que contrastava com os caraterísticos bailaricos que reuniam a mais alta sociedade da então Vila de Estarreja.
Poucos depois da viragem do século, em 1903, regista-se a primeira inscrição na imprensa local sobre a realização do desfile da “Batalha de Flores que muito animou a terra habituada a este género”. Estava já de tal forma enraizada a tradição que, pelos anos seguintes, a batalha foi continuando a sair para a rua. Obra de vários beneméritos que despendiam, à época, pequenas fortunas para que o povo da sua terra pudesse celebrar o Carnaval, indo até contra a vontade da Igreja que condenava este ritual pagão.
O final dos anos 20 marca o declínio da Batalha das Flores. Mas as comemorações regressariam décadas mais tarde, em 1968, através da iniciativa dos “Amigos do Carnaval” – Manuel Marques Figueira, João Costa, Vítor Marques e Vítor Oliveira – assim como, anos mais tarde, da Família Baião e outros foliões. Estava reunido um grupo de entusiastas que queria dinamizar na sua terra o regresso da festa carnavalesca.
Assim foi por alguns anos, com os desfiles a encherem a rua de mascarados, envergando fortes críticas à sociedade da época. Era dos lugares e das freguesias de Estarreja que vinham também grupos de foliões fantasiados, assim como vistosos carros alegóricos que, em conjunto, animavam quem assistia ao corso. Mas a Revolução de Abril viria a dar um novo golpe a estas celebrações. Entre 1975 e 1978, a ausência de uma comissão organizadora fez esmorecer o espírito folião, embora alguns grupos continuassem a fazer a festa acontecer.
Regressada a estabilidade ao país, a década de 80 foi determinante para que o Carnaval de Estarreja chegasse ao patamar dos dias que correm. Em 1985, o primeiro desfile exclusivo para crianças obteve grande adesão por parte das escolas. O sucesso foi tal que a iniciativa ainda se mantém, sendo um dos principais momentos do programa.
Em 1986, o Carnaval conheceu o primeiro grupo de folia. Longe do bairrismo que caraterizava as participações no corso carnavalesco, os Pimpões vieram imprimir uma nova dinâmica ao trabalho dos grupos apeados, com a introdução de novas ideias e diferentes métodos de trabalho. Estava dado o passo rumo ao final dos grupos de lugares e ao aparecimento de dezenas de novos grupos de folia.
Mas os anos 80 foram também símbolo da chegada do samba ao Carnaval de Estarreja. Numa noite de Marchas Luminosas, um grupo de rapazes mascarados e apaixonados pelos ritmos brasileiros levou para a rua aquele que viria a ser o primeiro grupo de samba estarrejense. Nasciam assim os Carecas, em 1986, formado exclusivamente por elementos masculinos. Um ano mais tarde, já com raparigas, os Carecas e as Carequinhas mudavam o rumo do Carnaval de Estarreja. Nos anos seguintes nasciam novos grupos de samba: Vai Quem Quer, Trepa de Estarreja, Os Morenos, Côco Tropical, Bem Bom e, mais recentemente, a Tribal.
Por 1990, outra novidade veio revolucionar a participação dos grupos no corso. Uma votação que elegia os melhores nas categorias “Apeado” e “Samba” veio trazer a sede da vitória, mas também viria fazer correr muita tinta sobre os processos de votação, que chegaram inclusive a contar com desempate por moeda ao ar.
A chegada do novo milénio trouxe a visibilidade que o Carnaval de Estarreja há tanto tempo ansiava e hoje continua a marcar posição entre os Carnavais mais mediáticos do país. Longe vão os tempos em que a Batalha das Flores se impunha. Longínquas as memórias de mascarados a abrir o desfile com mensagens pulsantes de sátira social. Hoje vive-se o verdadeiro sentimento de folia aliado ao mais quente ritmo das escolas de samba.

## Resultados

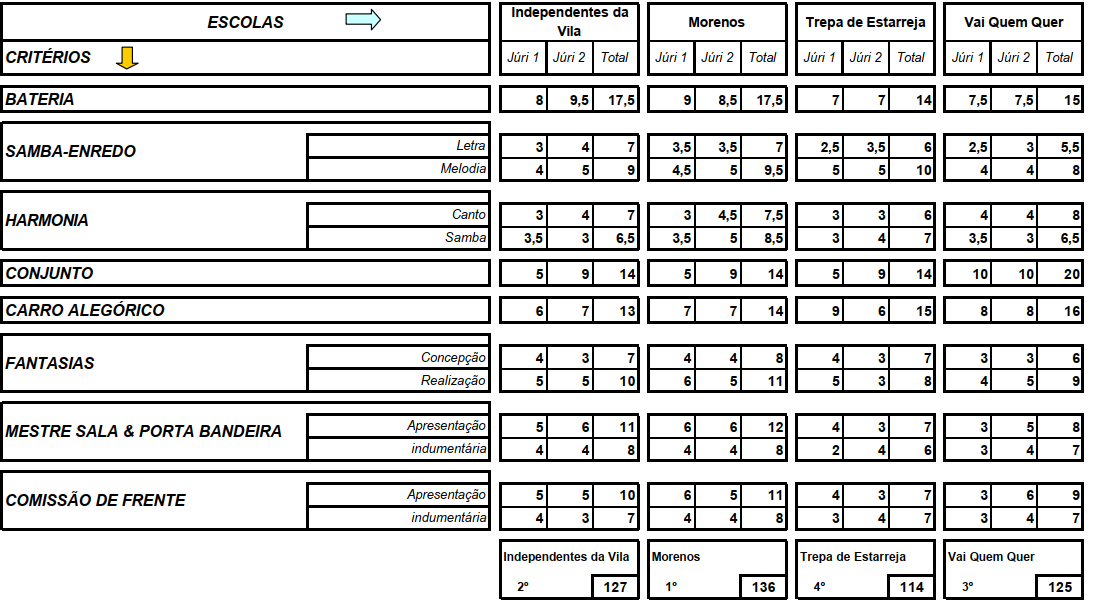
Resultados do Carnaval de Estarreja em 2004.

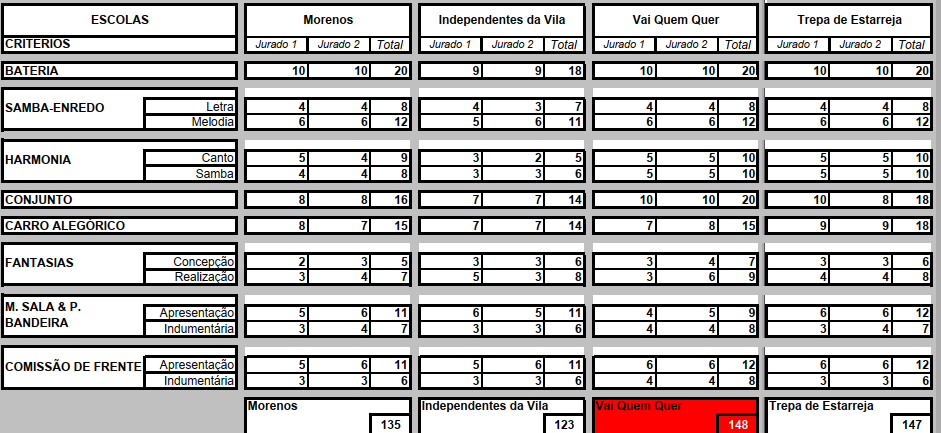
Resultados do Carnaval de Estarreja em 2005.

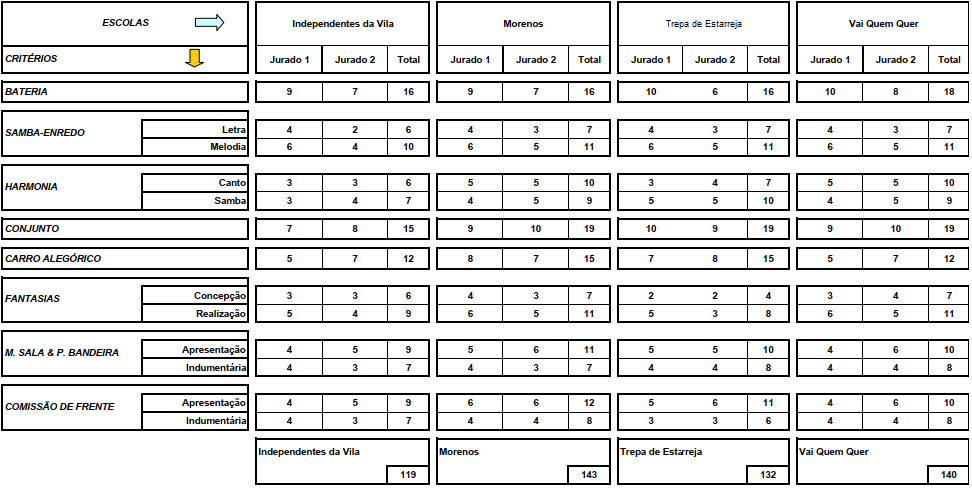
Resultados do Carnaval de Estarreja em 2006.

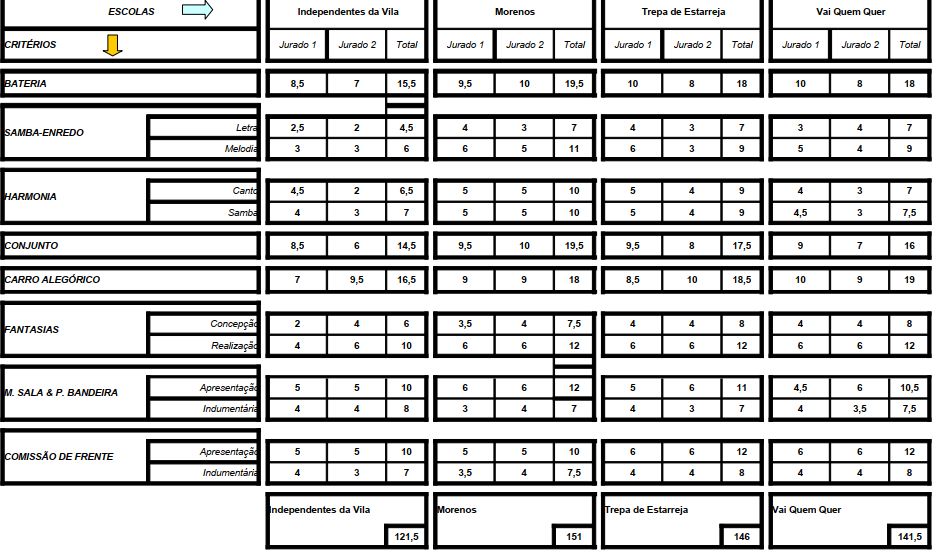
Resultados do Carnaval de Estarreja em 2007.

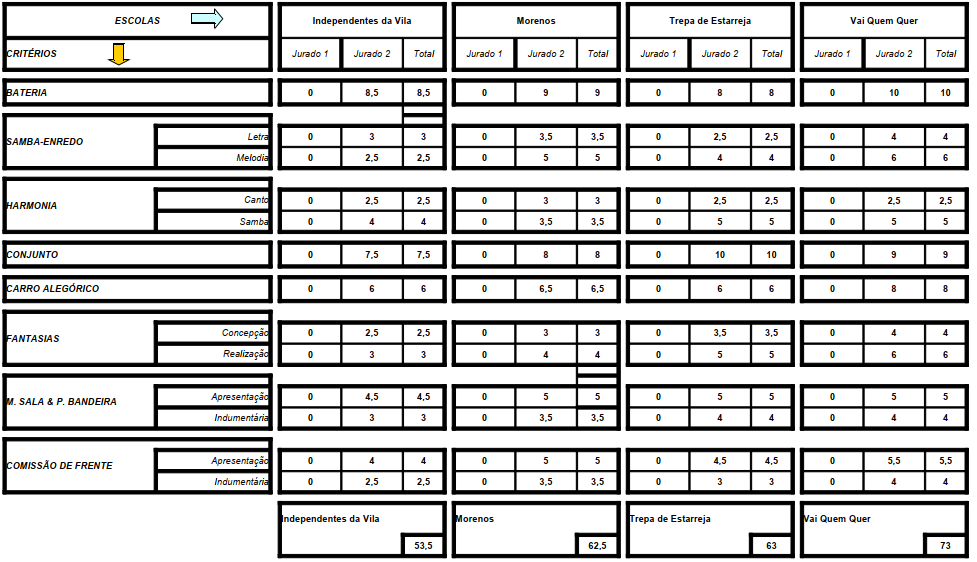
Resultados do Carnaval de Estarreja em 2008.

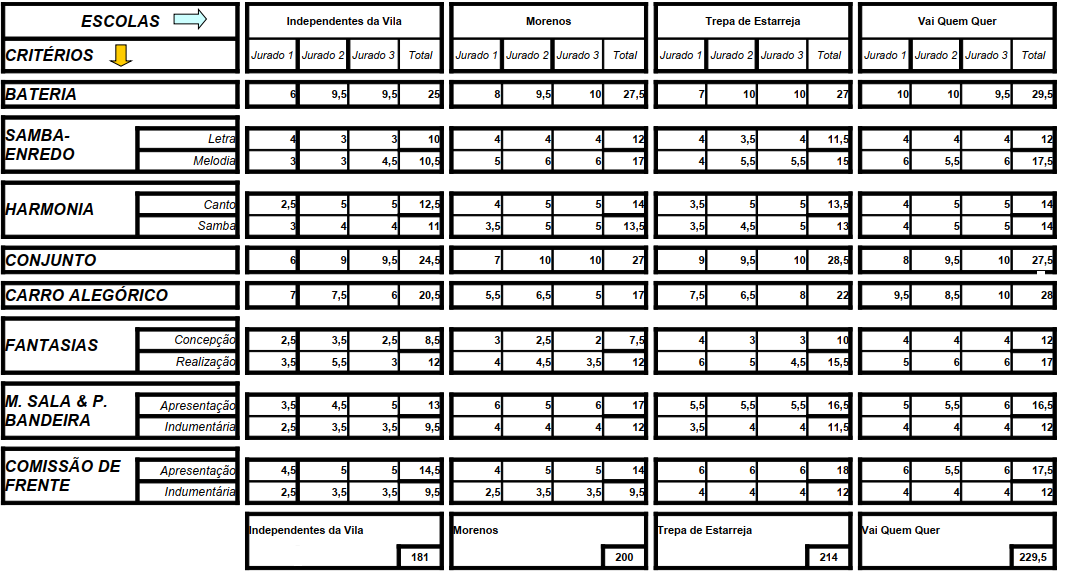
Resultados do Carnaval de Estarreja em 2009.

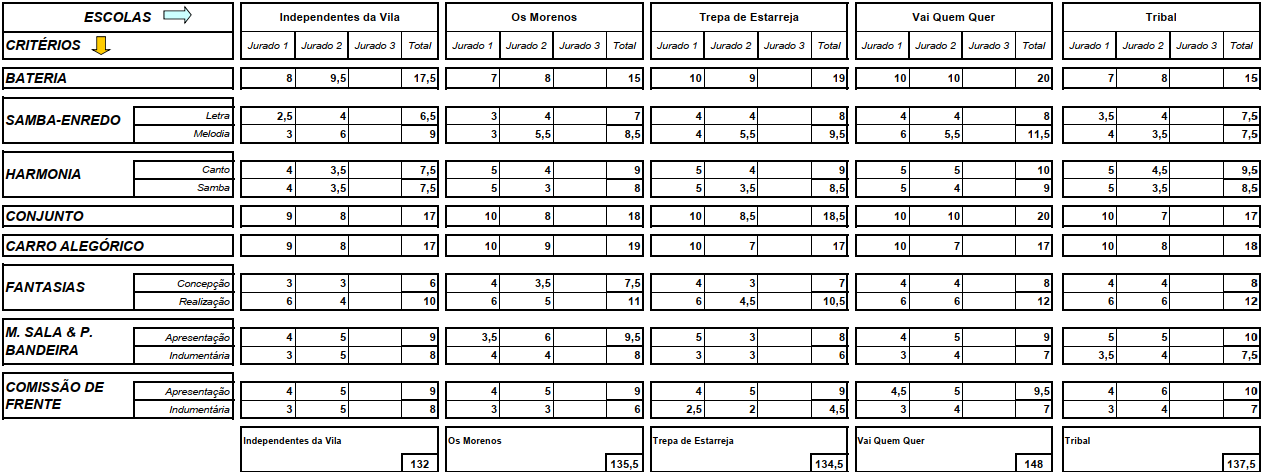
Resultados do Carnaval de Estarreja em 2014.

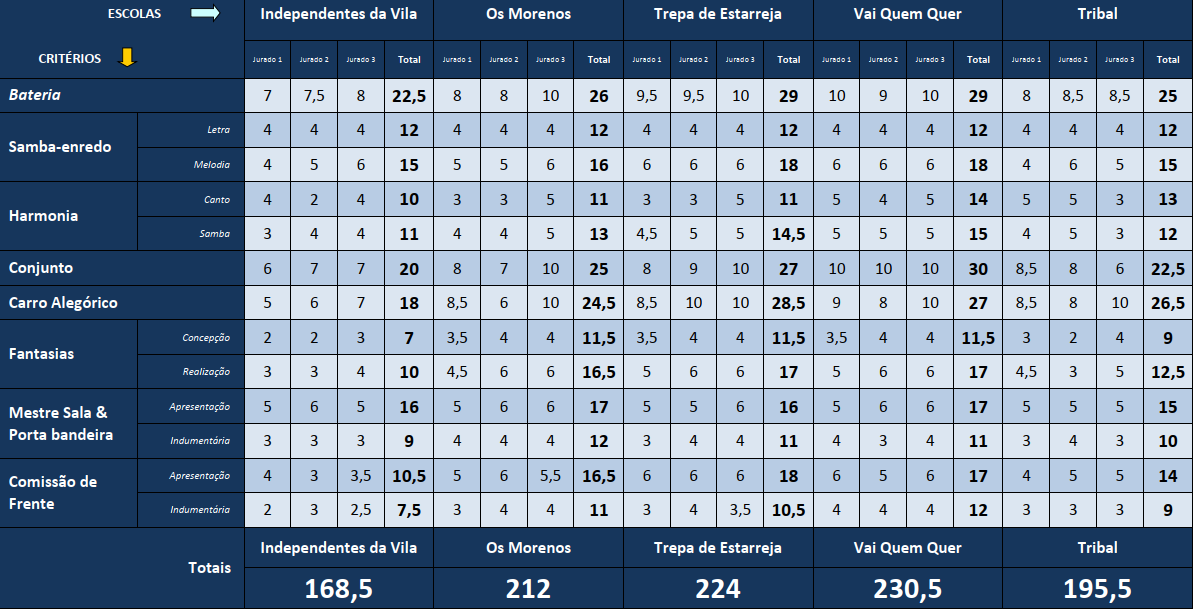
Resultados do Carnaval de Estarreja em 2017.

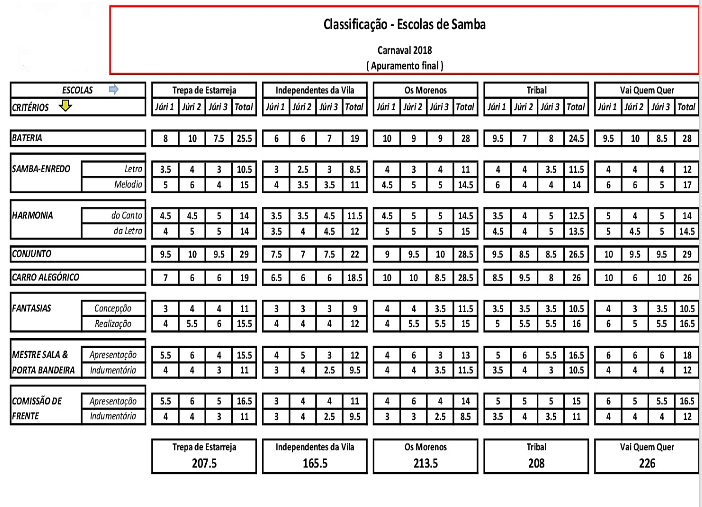
Resultados do Carnaval de Estarreja, 2018.

### 2004
| Colocação | Escola                | Pontos | Ref.  |
| --------- | --------------------- | ------ | ----- |
| 1º lugar  | Morenos               | 136    | [ 6 ] |
| 2º lugar  | Independentes da Vila | 127    | [ 6 ] |
| 3º lugar  | Vai Quem Quer         | 125    | [ 6 ] |
| 4º lugar  | Trepa Coqueiro        | 114    | [ 6 ] |

### 2005
| Colocação | Escola                | Pontos | Ref.  |
| --------- | --------------------- | ------ | ----- |
| 1º lugar  | Vai Quem Quer         | 148    | [ 7 ] |
| 2º lugar  | Trepa Coqueiro        | 147    | [ 7 ] |
| 3º lugar  | Os Morenos            | 135    | [ 7 ] |
| 4º lugar  | Independentes da Vila | 123    | [ 7 ] |

### 2006
| Colocação | Escola                | Pontos | Ref.  |
| --------- | --------------------- | ------ | ----- |
| 1º lugar  | Os Morenos            | 143    | [ 8 ] |
| 2º lugar  | Vai Quem Quer         | 140    | [ 8 ] |
| 3º lugar  | Trepa Coqueiro        | 132    | [ 8 ] |
| 4º lugar  | Independentes da Vila | 119    | [ 8 ] |

### 2007
| Colocação | Escola                | Pontos | Ref.  |
| --------- | --------------------- | ------ | ----- |
| 1º lugar  | Os Morenos            | 151    | [ 9 ] |
| 2º lugar  | Trepa Coqueiro        | 146    | [ 9 ] |
| 3º lugar  | Vai Quem Quer         | 141,5  | [ 9 ] |
| 4º lugar  | Independentes da Vila | 121,5  | [ 9 ] |

### 2008
| Colocação | Escola                | Pontos | Ref.   |
| --------- | --------------------- | ------ | ------ |
| 1º lugar  | Vai Quem Quer         | 73     | [ 10 ] |
| 2º lugar  | Trepa Coqueiro        | 63     | [ 10 ] |
| 3º lugar  | Os Morenos            | 62,5   | [ 10 ] |
| 4º lugar  | Independentes da Vila | 53,5   | [ 10 ] |

### 2009
| Colocação | Escola                | Pontos | Ref.   |
| --------- | --------------------- | ------ | ------ |
| 1º lugar  | Vai Quem Quer         | 229,5  | [ 11 ] |
| 2º lugar  | Trepa Coqueiro        | 214    | [ 11 ] |
| 3º lugar  | Os Morenos            | 200    | [ 11 ] |
| 4º lugar  | Independentes da Vila | 181    | [ 11 ] |

### 2010
| Colocação | Escola                | Pontos | Ref.   |
| --------- | --------------------- | ------ | ------ |
| 1º lugar  | Trepa Estarreja       | 227,5  | [ 12 ] |
| 2º lugar  | Vai Quem Quer         | 219,5  | [ 12 ] |
| 3º lugar  | Os Morenos            | 192,5  | [ 12 ] |
| 4º lugar  | Independentes da Vila | 184    | [ 12 ] |

### 2011
| Colocação | Escola                | Pontos | Ref.   |
| --------- | --------------------- | ------ | ------ |
| 1º lugar  | Trepa Estarreja       |        | [ 13 ] |
| 2º lugar  | Vai Quem Quer         |        | [ 13 ] |
| 3º lugar  | Os Morenos            |        | [ 13 ] |
| 4º lugar  | Independentes da Vila |        | [ 13 ] |

### 2012
| Colocação | Escola                | Pontos | Ref.   |
| --------- | --------------------- | ------ | ------ |
| 1º lugar  | Trepa Estarreja       | 214,5  | [ 14 ] |
| 2º lugar  | Vai Quem Quer         | 212,6  | [ 14 ] |
| 3º lugar  | Os Morenos            | 206,5  | [ 14 ] |
| 4º lugar  | Independentes da Vila | 173,5  | [ 14 ] |

### 2013
| Colocação | Escola                | Pontos | Ref.   |
| --------- | --------------------- | ------ | ------ |
| 1º lugar  | Vai Quem Quer         | 145    | [ 15 ] |
| 2º lugar  | Trepa Estarreja       | 136    | [ 15 ] |
| 3º lugar  | Os Morenos            | 134    | [ 15 ] |
| 4º lugar  | Tribal                | 132    | [ 15 ] |
| 5º lugar  | Independentes da Vila | 114,5  | [ 15 ] |

### 2014
| Colocação | Escola                | Pontos | Ref.   |
| --------- | --------------------- | ------ | ------ |
| 1º lugar  | Vai Quem Quer         | 148    | [ 16 ] |
| 2º lugar  | Tribal                | 137,5  | [ 16 ] |
| 3º lugar  | Os Morenos            | 135,5  | [ 16 ] |
| 4º lugar  | Trepa Coqueiro        | 134,5  | [ 16 ] |
| 5º lugar  | Independentes da Vila | 132    | [ 16 ] |

### 2015
| Colocação | Escola                | Pontos | Ref.          |
| --------- | --------------------- | ------ | ------------- |
| 1º lugar  | Vai Quem Quer         | 222    | [ 17 ]        |
| 2º lugar  | Morenos               | 212,5  | [ 17 ]        |
| 3º lugar  | Trepa Estarreja       | 212    | [ 17 ] [ 18 ] |
| 4º lugar  | Tribal                | 176    | [ 17 ]        |
| 5º lugar  | Independentes da Vila | 174,5  | [ 17 ]        |

### 2016
| Colocação | Escola                | Pontos | Ref.   |
| --------- | --------------------- | ------ | ------ |
| 1º lugar  | Os Morenos            | 146    | [ 19 ] |
| 2º lugar  | Vai Quem Quer         | 144    | [ 19 ] |
| 3º lugar  | Tribal                | 139,5  | [ 19 ] |
| 4º lugar  | Trepa Coqueiro        | 137    | [ 19 ] |
| 5º lugar  | Independentes da Vila | 135,5  | [ 19 ] |

### 2017
| Colocação | Escola                | Pontos | Ref.   |
| --------- | --------------------- | ------ | ------ |
| 1º lugar  | Vai Quem Quer         | 230,5  | [ 20 ] |
| 2º lugar  | Trepa Estarreja       | 224    | [ 20 ] |
| 3º lugar  | Os Morenos            | 212    | [ 20 ] |
| 4º lugar  | Tribal                | 195,5  | [ 20 ] |
| 5º lugar  | Independentes da Vila | 168,5  | [ 20 ] |

### 2018
| Colocação | Escola                | Pontos | Ref.   |
| --------- | --------------------- | ------ | ------ |
| 1º lugar  | Vai Quem Quer         | 226    | [ 21 ] |
| 2º lugar  | Os Morenos            | 213,5  | [ 21 ] |
| 3º lugar  | Tribal                | 208    | [ 21 ] |
| 4º lugar  | Trepa Coqueiro        | 207,5  | [ 21 ] |
| 5º lugar  | Independentes da Vila | 165,5  | [ 21 ] |

### 2019
| Colocação | Escola         | Pontos | Ref.          |
| --------- | -------------- | ------ | ------------- |
| 1º lugar  | Trepa Coqueiro | 151,5  | [ 22 ] [ 23 ] |
| 2º lugar  | Vai Quem Quer  | 149,5  | [ 22 ] [ 23 ] |
| 3º lugar  | Os Morenos     | 136,0  | [ 22 ] [ 23 ] |
| 4º lugar  | Tribal         | 123,0  | [ 22 ] [ 23 ] |
| 5º lugar  | Samba Côco     | 106,5  | [ 22 ] [ 23 ] |

### 2020
| Colocação | Escola         | Pontos | Ref.   |
| --------- | -------------- | ------ | ------ |
| 1º lugar  | Vai Quem Quer  | 225.5  | [ 24 ] |
| 2º lugar  | Trepa Coqueiro | 217    | [ 24 ] |
| 3º lugar  | Tribal         | 198.5  | [ 24 ] |
| 4º lugar  | Os Morenos     | 195    | [ 24 ] |
| 5º lugar  | Samba Côco     | 160    | [ 24 ] |